# Giancarlo Raffaeli
Giancarlo Raffaeli (Foligno, 20 marzo 1950) è un ex calciatore italiano, di ruolo difensore.

## Carriera

Raffaeli a Perugia, a metà degli anni settanta, con Paolo Sollier.

Terzino, cresciuto calcisticamente nella squadra della sua città, il Foligno, con cui disputa quattro campionati di Serie D, dopo un anno all'Imperia sempre in quarta serie, nel 1973 viene acquistato dal Perugia con cui disputa tre stagioni nel ruolo di terzino sinistro, centrando nella stagione 1974-1975 la prima storica promozione degli umbri in Serie A, e disputando poi anche il campionato di massima serie 1975-1976.
Durante il periodo trascorso a Perugia è noto anche per l'impegno politico: iscritto al PCI, stringe amicizia col compagno di squadra Paolo Sollier, anch'esso politicamente schierato a sinistra.
Nel 1976 viene ceduto, con Sollier, al Rimini, con cui disputa tre campionati di Serie B, fino alla retrocessione della stagione 1978-1979.
Scende quindi in Serie C2 per disputare la stagione 1979-1980 con l'Igea Virtus, con cui chiude la carriera.
In carriera ha collezionato complessivamente 21 presenze in Serie A e 142 in Serie B, senza mai andare a segno nelle due massime categorie calcistiche nazionali.

## Palmarès
- Campionato italiano di Serie B: 1

Perugia: 1974-1975